# Berberidaphis lydiae
Berberidaphis lydiae är en insektsart. Berberidaphis lydiae ingår i släktet Berberidaphis och familjen långrörsbladlöss. Inga underarter finns listade i Catalogue of Life.